# Compravendita
La compravendita è un contratto disciplinato dagli articoli dal 1470 fino al 1509 del codice civile, che la chiama semplicemente vendita. L'art. 1470 afferma che «La vendita è il contratto che ha per oggetto il trasferimento della proprietà di una cosa o il trasferimento di un altro diritto verso il corrispettivo di un prezzo».
Si possono individuare due parti: il venditore (alienante) che trasferisce il diritto e il compratore o acquirente (alienatario), che si obbliga a pagare un prezzo, (espresso in una somma di denaro contante o sotto forma di altri mezzi di pagamento quali carte di credito o di debito assegni e cambiali), come corrispettivo.
La prima vendita, scritta su tavoletta d'argilla, proviene da Ugarit (Siria) ed è datata circa 3.400 anni fa: «Dal presente giorno, davanti a testimoni, Ilya, figlio di Sinya e Padya, suo fratello, hanno venduto 4 iku del loro campo, che si trova tra i campi del villaggio di Sau, per 180 sicli d'argento, a Sharelli, la regina». 
Deriva dall'analogo istituto romano dell'emptio venditio, con cui però ha alcune sostanziali differenze.

## Descrizione
Nel presente paragrafo si parla di vendita ma, essendo il contratto di "compravendita", vale anche per la simmetrica fase di acquisto.

### Caratteri tipici del contratto di vendita
È il contratto che ha per oggetto il trasferimento della proprietà di una cosa o il trasferimento di un altro diritto verso il corrispettivo di un prezzo, determinato o determinabile (in difetto il prezzo viene determinato da un giudice o si fa riferimento a quello usualmente applicato per il bene oggetto di compravendita). È tipicamente un contratto consensuale a effetti reali, cioè la proprietà del bene si trasferisce con il semplice consenso. Il contratto è necessario per confermare il trasferimento della proprietà dei beni da una parte all'altra. Può diventare la base per un rimborso o uno scambio dell'oggetto della transazione se si è rivelato di scarsa qualità.
Sorgono tuttavia in capo alle parti obbligazioni: il venditore ha l'obbligo di far acquistare il possesso della cosa all'acquirente, e di garantire il compratore dall'evizione e dai vizi del bene. In capo all'acquirente sorge l'obbligo di pagare il prezzo convenuto. La cosa deve essere consegnata unitamente agli accessori, alle pertinenze e ai titoli relativi alla proprietà della cosa venduta. Eventuali spese della vendita sono a carico del compratore.
Esistono diverse tipologie del contratto di compravendita:
- 1) vendita alternativa: è un tipo di vendita a effetti obbligatori, e non reali, infatti il trasferimento non si verifica se non quando sia stata effettuata la scelta fra due o più cose dedotte in obbligazione;
- 2) vendita di cosa futura: è un tipo di vendita a effetti obbligatori (e non reali) disciplinata dall'art. 1472 c.c. che ha ad oggetto un bene che attualmente non esiste. In tal caso la proprietà non si trasferisce per effetto del semplice consenso tra le parti (così come previsto dal noto principio consensualistico ex art 1376 c.c.), essendo impossibile trasferire la proprietà di un bene che in natura ancora non esiste, ma si costituisce in capo all'acquirente solo ed esclusivamente quando il bene viene ad esistere ed il venditore ne acquista la proprietà; dunque all'atto dell'acquisto della proprietà del bene, ormai venuto ad esistenza, da parte del venditore, si determina in automatico il trasferimento della proprietà in capo al compratore.
- 3) vendita di cosa generica: è un tipo di vendita avente ad oggetto beni determinati solo nel genere (ad esempio, il grano) e che, pertanto, comporta effetti obbligatori e non reali. Anche in tal caso il passaggio di proprietà non avviene con il semplice consenso ma con la cosiddetta “individuazione”, ossia l'attività mediante la quale la parte sceglie la misura o la quantità di beni che formeranno oggetto di proprietà. Per esempio: il compratore diviene proprietario dei 100 kg di grano che ha individuato e non di tutto quello presente in magazzino.
- 4) vendita di cosa altrui: è disciplinata dagli artt. 1478 - 1479 c.c. Oggetto di questa tipologia di compravendita è la cosa altrui. In genere viene definito come un contratto consensuale a effetti obbligatori, anche se parte della dottrina ne ha contestato la legittimità. Infatti in questo caso è obbligo dell'alienante quello di far acquistare la proprietà della cosa all'acquirente. Tale trasferimento di proprietà può avvenire indirettamente e quindi la res oggetto di compravendita passa di proprietà dell'alienante e contestualmente dell'acquirente, oppure tramite il trasferimento della proprietà recta via dal terzo proprietario al compratore. In questo caso il terzo non subentra nel contratto di vendita e resta estraneo a tale rapporto. Inoltre l'art. 1479 c.c. consente al compratore in buona fede di chiedere la risoluzione del contratto qualora, al momento della conclusione del negozio, ignorasse che la cosa non era di proprietà del venditore e se nel frattempo non ne ha acquistato la proprietà. Abbiamo un collegamento con l'art. 1153 c.c. in tema di possesso vale titolo: nel caso di alienazione di un bene mobile a non domino sulla base di un titolo astrattamente idoneo, quando si acquisisce il possesso in buona fede si acquista la proprietà oppure l'uso, usufrutto o pegno. Quindi:
- Bene mobile a non domino;
- Titolo astrattamente idoneo: ossia che produce effetti. In concreto il titolo non è idoneo perché non proviene dal titolare. Astrattamente idonei sono anche i titoli viziati, un contratto viziato. Il contratto annullabile produce effetti, il contratto nullo non è mai titolo astrattamente idoneo. Il contratto rescindibile sì finché non viene rescisso. Il contratto simulato non produce effetti perché apparente, quello dissimulato sì. Il contratto stipulato dal falsus procurator no perché per produrre effetti occorre la ratifica;
- Possesso = consegna;
- Buona fede soggettiva.

Nel caso di vendita di cosa altrui, quando l'oggetto è costituito da un bene mobile e il bene viene consegnato si perfeziona la fattispecie dell'art. 1153 c.c. Si ha un acquisto a titolo originario perché l'acquisto della proprietà è indipendente dal diritto del precedente titolare. Se l'acquirente ha acquistato la proprietà a titolo originario può domandare la risoluzione? Giurisprudenza: sì.
- 5) vendita di cosa parzialmente altrui: se la cosa oggetto di vendita è solo parzialmente del venditore, l'acquirente può chiedere la risoluzione del contratto e il risarcimento del danno se dimostra che senza quella parte "mancante" non avrebbe proceduto all'acquisto.

### Forma del contratto
La forma di un contratto di compravendita è libera (può anche manifestarsi oralmente o per comportamenti concludenti), ma per specifici negozi, per lo più riferiti alla natura dell'oggetto, la legge dispone l'obbligatorietà della forma scritta (atto pubblico o scrittura privata), per esempio nel caso di trasferimento della proprietà di cose immobili (art. 1350 c.c.), a pena di nullità. In tal caso si parlerà anche di contratto formale.

## Modello standard ICC di contratto internazionale; accenno alle ADR e ai loro standard ICC
Esiste un modello standard di contratto di compravendita internazionale, che non è obbligatorio ma fornisce un buon punto di partenza per stilarne uno. Esso è l'ICC Model International Sales Contract, creato nel 1997 e promosso dalla Camera internazionale del commercio. In questo modello standard, salvo emendamenti su accordo di entrambe le parti, il compratore non è l'utilizzatore del bene, non sta stipulando un accordo di fornitura nel lungo termine ed è rivolto a beni acquistati per la rivendita (Manifactured goods intended for resale). Siccome sono prodotti lavorati, non sono materie prime come le commodities. Questo modello standard disponibile gratis fa anche parte degli strumenti della Trade Facilitation Implementation Guide delle Nazioni Unite. Gli slot vuoti vanno riempiti, mentre alcune sezioni si scelgono rispetto ad altre alternative crocettando una casella rettangolare vuota. Gli elementi base sono:
- Information about the seller and the buyer (name, address, contact) > informazioni sul venditore e compratore/acquirente (nome, indirizzo, contatto...). Se l'acquirente è una società di capitali, si scrive il nome della società (esse sono considerate persone giuridiche). L'indirizzo deve essere completo (numero civico, via, città/comune, regione/provincia, stato, codice postale dell'indirizzo come il CAP in Italia e lo ZIP code negli Stati Uniti d'America)
- Signature, place, date > firma del venditore e compratore, luogo, data completa
- Description of the goods sold > descrizione dei beni venduti
- The contract price (currency, amount in numbers, amount in letters) > prezzo di contratto (valuta, ammontare in numeri, ammontare in cifre)
- The delivery terms according to Incoterms (+named place, named destination, named port of shipment; possibile aggiunta di "goods shipped from..." e nome del porto) > i termini di spedizione in base alle Incoterms (di cui bisogna aggiungere l'anno dell'edizione scelta, e.g. as per Incoterms 2020; in due di esse, CIF e CIP edizione 2020, si prevede in più che il venditore assicuri i beni rispettivamente a un livello di copertura C e A al 110% del loro valore. Nel modello standard, sono elencate di default le Incoterms 2000, ma si possono compiere emendamenti liberamente e su accordo di entrambe le parti. La scelta di utilizzare le Incoterms e l'edizione scelta vanno indicati chiaramente. In base alla Incoterm, si compila lo slot in cui si indica il porto di arrivo, il luogo di destinazione della merce ecc. Si può aggiungere una chiara indicazione anche del porto di imbarco della merce)
- Inspection of the goods by buyer > ispezione dei beni effettuata dal compratore (può anche essere effettuata by the following third party, di cui si scrive il nome. In ogni caso, si indica il luogo e posto, time and place)
- Payment conditions (in cui si sceglie o è indicato uno dei metodi di pagamento internazionali)
- Resolution of disputes (arbitration or litigation) > risoluzioni di dispute (arbitrato, in tal caso arbitrato internazionale, o azione legale), che si possono tenere anche online [un'altra alternative dispute resolution ADR è la mediazione civile; le ultime due tipologie, in generale, sono la mediazione familiare e il negoziato]. Possono essere offerte dalla ICC. Le regole su cui si basano la mediazione e arbitraggio sono descritte da standard ICC e sono detti "Mediation Rules" (in vigore dal 1º gennaio 2014) e "Arbitration Rules" (2012, emendate nel 2017; ultima versione risalente al gennaio 2021). Chi conosce questi standard, anche se non opera direttamente nel campo, può offrire una consulenza in merito. La decisione presa dall'arbitro è vincolante per legge, al contrario dell'accordo tra le parti in presenza del mediatore che facilita la discussione. Le spese finali, previo accordo, si possono suddividere equamente tra le parti. Nel 2017, secondo la ICC, il costo medio finale di una mediazione era 23.000$ (quasi 19.000€ al febbraio 2021), inclusi i 3000$ di tassa (se le parti coinvolte sono due, sono in media 11.500$ a testa, ovvero quasi 9500€ al febbraio 2021). Una grossa azione legale, anche se si vince (ma si corre a prescindere un rischio di perdere), è pubblica (la mediazione invece avviene in privato e non è un procedimento lungo che intasa e affolla i tribunali) e può tranquillamente costare più di questa cifra se si somma la parcella dell'avvocato con il rimborso forfettario, cioè il rimborso dei soldi pagati per ottenere e/o produrre la documentazione. Se in più si perde, la parte che perde si accolla pure le spese giudiziarie e il risarcimento danni alla controparte, che può anche essere molto corposo. In sintesi, la parte vincitrice può arrivare a spendere più di 11.500$ e la parte perdente, ammesso che sia solvente e abbia dei beni aggredibili, può arrivare a spendere una cifra assai superiore a 23.000$.
- General conditions > condizioni generali

## Casi particolari di compravendita

### Beni immobili
Per i beni immobili la vendita può essere a misura o a corpo, secondo rispettivamente che in contratto si faccia o meno riferimento all'estensione superficiaria del bene per la determinazione del prezzo. Se, per esempio, la vendita avviene per un corrispettivo di X euro per metro quadrato, si tratta di una vendita a misura, diversamente è una vendita a corpo. La circostanza rileva anche in ordine a eventuali successive compensazioni del prezzo, che possono essere richieste anche dopo la conclusione del contratto, qualora si riscontri una differenza rispetto alla superficie dichiarata. Si noti che anche nella vendita a corpo, però, può aversi titolo a una richiesta di compensazione qualora la misura sia comunque indicata (e ciò anche se la vendita sia dichiaratamente a corpo), se la differenza fra il valore indicato e quello effettivamente riscontrato sia maggiore di un ventesimo (5%), in più o in meno.

#### Vendita diretta o vendita tramite agenzia
La vendita del bene immobile può avvenire direttamente con un concordato tra le parti in causa (acquirente e venditore) in genere attraverso annunci pubblicitari di vendita su appositi mezzi di comunicazione (es. giornali o siti web specializzati) che si conclude con il passaggio di proprietà tramite regolare atto notarile oppure avvenire, come più spesso accade, tramite ricorso all'intermediazione di un'agenzia immobiliare attraverso i rispettivi agenti immobiliari. L'agenzia ha il compito di pubblicizzare l'immobile e fornire un'adeguata valutazione immobiliare del bene intermediando tra acquirente e venditore e assistendo le parti in causa in tutte le fasi della compravendita: se la vendita va in porto si procede con il cosiddetto contratto preliminare di acquisto (detto anche compromesso) prima di arrivare a un rogito finale. L'agenzia come controparte per il suo lavoro richiede una quota percentuale sul prezzo di vendita dell'immobile, una parte sull'acquirente e una parte sul venditore. Spesso la vendita dell'immobile chiama in causa anche un altro soggetto ovvero una banca che provvede per la concessione di un mutuo all'acquirente che copra parzialmente o interamente l'immobile chiedendo in cambio garanzie sul mutuo stesso come ad esempio l'ipoteca.

### Vendita con riserva di proprietà
Nella vendita a rate con riserva di proprietà, il compratore acquista la proprietà della cosa solo con il pagamento dell'ultima rata di prezzo, ma assume i rischi dal momento della consegna (art. 1523 c.c.). Se il compratore non paga, alle scadenze pattuite, le rate del prezzo, il venditore può ottenere la risoluzione del contratto. Non può però ottenerla per il mancato pagamento di una sola rata che non superi l'ottava parte del prezzo, nonostante ogni patto contrario. Risolto il contratto per l'inadempimento del compratore, il venditore esigerà la restituzione delle cosa, ma dovrà a sua volta restituire le rate già riscosse, salvo il diritto a un equo compenso per l'uso della cosa, oltre al risarcimento del danno.

### Vendita con riserva di gradimento
La vendita con riserva di gradimento è disciplinata dall'art. 1520 c.c.; la vendita in questo caso non si perfeziona fino a che il gradimento non sia comunicato dal compratore al venditore. La dichiarazione di gradimento è assolutamente discrezionale: secondo l'opinione prevalente siamo in presenza di un patto d'opzione.

### Vendita con patto di riscatto
Il venditore è indotto a vendere per realizzare denaro liquido, ma spera di avere, entro un certo termine, la somma necessaria per farsi restituire la cosa venduta. Se la condizione si verifica ha effetto retroattivo. L'esercizio del diritto di riscatto è sottoposto a un breve termine di decadenza (2 anni beni mobili, 5 anni beni immobili).
Ci sono stati vari orientamenti nel tempo:
- Questa fattispecie doveva ritenersi valida perché corrispondente a un tipo disciplinato dalla legge;
- Bisogna guardare allo scopo concreto che le parti hanno voluto, se è quello di garanzia realizzato con il trasferimento in concreto non c'è una causa di compravendita ma un patto commissorio quindi è nullo;
- Per la Corte di Cassazione - Sezioni Unite 1989: c'è la necessità di un accertamento in concreto dello scopo voluto dalle parti e cioè, non conta che le parti hanno fatto ricorso a uno schema contrattuale disciplinato, ma bisogna avere riguardo allo scopo pratico, e allora spetta al giudice di merito verificare la causa del contratto. Ci sono degli indici sintomatici: nella vendita lo scopo pratico consiste solitamente in un'acquisizione diretta del godimento e del rischio della cosa.

Per la Cassazione quando le parti regolano i propri interessi prescindendo da questi due elementi (godimento e rischio) allora il trasferimento della proprietà è attuato per fini diversi cioè come fine di garanzia. Un indice può essere la clausola con cui l'acquirente viene esonerato da ogni rischio inerente al bene nei confronti dei terzi; oppure il patto di retro comodato del bene con cui l'acquirente contestualmente retrocede il godimento del bene al venditore. Tizio e Caio si accordano con preliminare che il promissario acquirente possa pretendere la stipula del definitivo nel caso in cui il promissario venditore non adempie a una sua obligatio. La Cassazione ha affermato che è nullo il preliminare di compravendita che risulta stipulato concretamente con scopo di garanzia: per esempio, contratto di opzione con trasferimento della proprietà di un bene con accordo che l'opzionario possa accettare la proposta irrevocabile se il concedente la prelazione è inadempiente a una sua obligatio. L'opzionario può esercitare il suo diritto se il concedente non sarà adempiente a una parallela obligatio a scopo di garanzia. Quindi anche l'art. 1500 c.c. può essere usato a scopo di garanzia per eludere.
Diversa dalla vendita con patto di riscatto è la vendita con patto di retrovendita, con questo patto il compratore si obbliga nei confronti del venditore a ricedergli il bene in un secondo momento. In questo caso non basta la semplice dichiarazione del venditore per riacquistare il bene, ma serve un ulteriore negozio di trasferimento, in cui oltre alla volontà del venditore c'è quella del compratore. Il patto di retrovendita ha la stessa funzione di un contratto preliminare, con il patto di retrovendita le parti si vincolano reciprocamente a stipulare un nuovo negozio di vendita. Nel caso in cui il compratore non volesse ritrasferire il bene, il venditore può agire in via esecutiva e ottenere (ex art 2932 c.c.) una sentenza costitutiva che produce gli stessi effetti del contratto che si sarebbe dovuto porre in essere.

### Garanzia nella vendita
Il venditore deve garantire il bene venduto sia da vizi occulti sia dall'evizione (art. 1476 c.c.), ossia che la cosa venduta non possa essere rivendicata da altri.
La garanzia per l'evizione è funzionale alla tutela del compratore per eventuali "vizi giuridici", non conosciuti al momento della conclusione del contratto, che limitano il godimento del diritto o del bene. Si distinguono tre tipi di evizione:
- Totale
- Parziale
- Limitativa

L'evizione totale si ha nel caso in cui il compratore subisca l'accoglimento di un'azione di rivendicazione proposta da un terzo, perdendo così la proprietà del bene. In tal caso è previsto che il compratore possa proporre l'azione di risoluzione del contratto, ottenendo la condanna del venditore alla restituzione del prezzo e al risarcimento del danno.
L'evizione parziale si ha nel caso in cui una cosa sia solo parzialmente di proprietà altrui. Se al momento della conclusione del contratto il compratore avrebbe ugualmente avuto interesse ad acquistare il bene nonostante la sussistenza di tale situazione, allora ha diritto alla sola riduzione del prezzo oltre al risarcimento del danno; nel caso in cui la sussistenza del rischio di evizione avrebbe fatto venire meno l'interesse ad acquistare, il compratore può chiedere la risoluzione del contratto e il risarcimento del danno.
L'evizione limitativa si ha quando sul bene i terzi vantino diritti reali minori, in tal caso la disciplina opera come per l'evizione parziale.
Il compratore ha l'onere di chiamare a testimoniare il venditore nella eventualità che un terzo vanti diritti sul bene acquistato, qualora non lo facesse perderebbe la garanzia per l'evizione. Ciò si spiega con il fatto che il venditore può eccepire in giudizio la validità dell'atto traslativo e smentire le pretese del terzo.
Come la garanzia per l'evizione la garanzia per i vizi è un effetto naturale della compravendita. Con tale tipo di garanzia il venditore garantisce l'assenza di vizi materiali del bene che non ne consentano l'uso per il quale è destinato. La garanzia opera quindi solo se i vizi sono tali da rendere la cosa inidonea, in tutto o in parte, all'uso cui è destinata o sono tali da diminuire sensibilmente il valore del bene. La mancanza delle qualità promesse o delle qualità necessarie per l'uso cui la cosa è destinata, può portare alla risoluzione contrattuale se la mancanza delle qualità eccede il limite di tollerabilità determinato dagli usi, ma non alla sostituzione o alla riparazione. La garanzia per i vizi può essere contrattualmente limitata, la limitazione non opera però per i vizi che sono stati in malafede taciuti dal venditore, né per i vizi che erano, al momento della stipulazione del contratto, conosciuti o conoscibili usando la diligenza dell'uomo medio. I rimedi in caso di vizi sono: la riduzione del prezzo (azione estimatoria) e la risoluzione contrattuale (azione redibitoria).
La garanzia deve essere fatta valere dal compratore entro 8 giorni dal momento della scoperta dei vizi a pena di decadenza, dopodiché il diritto di far valere la garanzia si prescrive in 1 anno dalla data di consegna della cosa.

### L'acquisto da parte del consumatore
Gli articoli 1469-bis/1469-sexies c.c. e gli articoli 1519-bis/1519-nonies c.c. introdussero la disciplina della vendita ai consumatori e della vendita dei beni di consumo. Tali articoli sono stati abrogati dal "Codice del Consumo", che ne ha ripreso il contenuto nei suoi articoli 33-37.
- Il consumatore è colui il quale, al di fuori della sua attività professionale, acquista beni o servizi.
- Il professionista è colui il quale nell'esercizio della sua attività imprenditoriale o professionale offre beni o servizi.
- Il bene di consumo è un bene mobile (anche da assemblare o futuro) destinato a essere messo sul mercato e consumato. Fanno eccezione acqua, gas ed energia, a meno che non siano confezionati.

La ratio di questi articoli si trova nella necessità di garantire il consumatore da eventuali squilibri contrattuali che i venditori possono compiere. Infatti il consumatore si trova in una posizione subordinata, si tratta di un soggetto che aspira a conseguire un bene che pochi offrono, mentre i professionisti si trovano nella posizione di offrire i beni o i servizi a una molteplicità di persone. La disciplina sancisce la nullità di alcune clausole cosiddette vessatorie che determinano gravi squilibri contrattuali a meno che queste non siano state oggetto di una seria trattativa (non semplicemente di sottoscrizione). Si è tuttavia prevista la nullità delle clausole, che sebbene oggetto di trattativa, determinino l'adesione del consumatore a condizioni generali e a clausole che al momento della stipulazione non poteva conoscere, oppure limitino la responsabilità del professionista e le azioni che può esperire il consumatore. L'eventuale sanzione di nullità della clausola vessatoria non determina la nullità del contratto. Il giudizio di vessatorietà non riguarda l'oggetto e il prezzo, salvo questi non siano determinati chiaramente.
È stata introdotta anche una disciplina volta a garantire la conformità del bene al contratto (articolo 129 del Codice del Consumo). La conformità va valutata non soltanto in relazione al contratto, ma anche con riguardo all'informazione pre-contrattuale e alle descrizioni del professionista, nonché alla pubblicità o all'etichettatura del bene. La conformità è comunque fondata su:
- l'idoneità all'uso quale servono abitualmente beni dello stesso tipo.
- la sussistenza di qualità che il consumatore può ragionevolmente aspettarsi tenuto conto della natura del bene e delle dichiarazioni fatte al riguardo dal venditore, dal produttore o dal suo agente o dal suo rappresentante (nella pubblicità ed etichettatura).
- l'idoneità all'uso particolare voluto e segnalato dal consumatore e che il venditore abbia accettato per fatti concludenti, ovvero tacitamente.

La rilevanza è esclusa se al momento della conclusione del contratto il consumatore ne era a conoscenza o avrebbe dovuto esserlo usando l'ordinaria diligenza.
Come rimedio a disposizione del consumatore la sostituzione del bene o la sua riparazione. Resta in piedi la possibilità di richiedere la risoluzione del contratto con restituzione del prezzo. La scelta tra riparazione e sostituzione sono esperibili sono nel caso in cui non siano troppo onerosi, altrimenti subentrerà la scelta tra azione redibitoria o estimatoria.
Nel caso dei beni di consumo si ha un termine di decadenza di due mesi dalla scoperta e un termine di prescrizione di due anni dalla consegna. qualora il difetto si manifesti entro 6 mesi dalla consegna allora si presume già presente al momento della consegna, salvo la prova contraria.

### Vendita estimatoria e vendita a prova
Con il contratto estimatorio una parte si obbliga nei confronti dell'altra a trasferire la proprietà di una determinata quantità di beni dietro il pagamento di un prezzo. L'acquirente può liberarsi dall'obbligazione di pagare il prezzo restituendo i beni che ha ricevuto dal venditore.
Si tratta di una prassi molto diffusa nei contratti di distribuzione, infatti il fornitore si garantisce una diffusione capillare dei suoi prodotti, mentre il rivenditore non rimane vincolato al pagamento del prezzo, potendo infatti ottenere la liberazione da tale obbligazione restituendo il bene al fornitore.
I rischi del perimento dei beni gravano sull'acquirente, il quale sarà ugualmente costretto a pagare anche se i beni periscono per causa a lui non imputabile.
La vendita a prova (art. 1521 c.c.) è invece una particolare compravendita sottoposta alla condizione sospensiva che la cosa abbia le qualità pattuite, quindi la vendita produrrà pienamente i suoi effetti solo nel momento in cui si sia palesato che la cosa ha tutte le qualità pattuite ex ante. Una modalità pratica diffusa è quella della campionatura ovvero della consegna di campione, da parte del fornitore, rappresentativo del lotto di prodotto che sarà poi oggetto di ordine vero e proprio da parte del cliente.

### La buona fede dell'acquirente
In base all'art. 1153 c.c. il possessore in buona fede (ossia che ignora di ledere un altrui diritto) di un bene che ha acquistato a titolo oneroso, si considera il legittimo proprietario anche se ha acquistato a non domino. Per i diritti sugli immobili la regola del «possesso vale il titolo» non può trovare applicazione, visto il regime di pubblicità a cui sono soggetti gli immobili. In tal caso se la trascrizione del titolo di trasferimento avviene prima della trascrizione di una qualsiasi azione volta a modificare la situazione del dante causa su quel bene, tali azioni non saranno a lui opponibili. Per la cessione di credito (art. 1260 e ss. c.c.) la cessione ha efficacia nei confronti del debitore nel momento in cui gli verrà notificata.

### I divieti di alienazione
I divieti di alienazione sono limitazioni all'autonomia contrattuale. Se il divieto di alienazione ha fonte legale, l'eventuale atto traslativo è nullo. Il divieto di alienazione può essere anche pattuito, in tal caso il divieto non ha efficacia erga omnes, l'eventuale alienazione comporterà quindi la sola sanzione di inadempimento contrattuale ex art. 1218 c.c.

### La determinazione del prezzo affidata a un terzo
Il prezzo costituisce elemento essenziale della compravendita, inteso come corrispettivo in denaro. Esso deve essere determinato, o almeno determinabile, indipendentemente da una nuova manifestazione di volontà delle parti. Normalmente è concordato dalle parti, ma la sua determinazione può essere rimessa a un terzo chiamato arbitratore. In questa ipotesi si applicano i principi enunciati negli artt. 1349/1473 c.c.

## Dizione impropria
È diffuso, in sede non tecnica, usare il termine vendita e venditore anche quando il negozio giuridico è altro. Infatti, l'appalto, la contratto d'opera, il mandato, la somministrazione, la permuta, ecc. non sono vendita e quindi è errato riferirsi ad essa in questi casi. Occorre o essere precisi nella terminologia, per ciascun caso applicabile, o usare la parola generica adottata dal fisico ovvero cessione.